# 황지수
황지수(黃智秀, 1981년 3월 27일 ~ )는 대한민국의 전직 축구 선수이자 현 축구 지도자로 현역 시절 포항 스틸러스의 미드필더이자 원클럽맨으로 활약했으며 현재 포항제철고등학교의 감독으로 재직 중이다.

## 클럽 경력
경기도 동두천 출신으로 동두천사동초등학교, 신한중학교, 신한고등학교, 호남대학교를 졸업하고 2004년 포항 스틸러스에 입단했다. 당시 세르지우 파리아스 포항 감독의 전폭적인 신뢰를 받으며 주전을 꿰찼다. 팬들은 황지수의 플레이 스타일이 이탈리아의 젠나로 가투소를 연상케 한다하여 '황투소'란 별명을 붙여줬다. 2007년 포항의 K리그 우승과 FA컵 준우승에 일조했으며 2008년 포항의 FA컵 우승에 큰 힘을 보탰다.
2009년에는 시즌 중 군 복무를 위해 상무에 입대 신청을 하려고 했으나 나이 제한으로 인해 신청하지 못하였고, 부상 및 재활로 인해 경찰청 입대도 시기를 놓쳐 불가하게 되자 기초 군사 훈련을 받은 후 고향인 경기도 동두천시 광암동 주민센터에서 공익근무요원으로 복무했다. 2010년, 경기 감각을 위해서 챌린저스리그 팀인 양주 시민축구단에 입단하여 2011년 9월 소집 해제될 때까지 활약하게 되었다. 2012년 포항 스틸러스에 복귀하였으며, 같은 해 8월 신형민의 이적 이후 주장 완장을 넘겨받았다.
2016년 11월 2일, 광주 FC전에 선발출장하며 K리그 통산 48번째로 300경기 출장을 달성하였다.
2017시즌을 끝으로 은퇴를 선언하였다.

#### 클럽 경기 출장 기록
2017년 11월 18일 기준
| 클럽          | 시즌 | 리그 | 리그 | 국내 FA컵 | 국내 FA컵 | 리그컵 | 리그컵 | 대륙 대회 | 대륙 대회 | 통산 | 통산 |
| 클럽          | 시즌 | 출장 | 득점 | 출장      | 득점      | 출장   | 득점   | 출장      | 득점      | 출장 | 득점 |
| ------------- | ---- | ---- | ---- | --------- | --------- | ------ | ------ | --------- | --------- | ---- | ---- |
| 포항 스틸러스 | 2004 | 16   | 0    | 1         | 0         | 10     | 1      | -         | -         | 27   | 1    |
| 포항 스틸러스 | 2005 | 19   | 1    | 2         | 0         | 12     | 0      | -         | -         | 33   | 1    |
| 포항 스틸러스 | 2006 | 24   | 0    | 1         | 0         | 10     | 0      | -         | -         | 35   | 0    |
| 포항 스틸러스 | 2007 | 26   | 1    | 5         | 0         | 5      | 0      | -         | -         | 36   | 1    |
| 포항 스틸러스 | 2008 | 23   | 0    | 3         | 0         | 2      | 0      | 4         | 0         | 32   | 0    |
| 포항 스틸러스 | 2009 | 17   | 0    | 3         | 0         | 1      | 0      | 0         | 0         | 21   | 0    |
| 포항 스틸러스 | 2012 | 29   | 0    | 4         | 0         | -      | -      | 3         | 0         | 36   | 0    |
| 포항 스틸러스 | 2013 | 29   | 1    | 3         | 0         | -      | -      | 5         | 0         | 37   | 1    |
| 포항 스틸러스 | 2014 | 21   | 1    | 2         | 0         | -      | -      | 5         | 0         | 28   | 1    |
| 포항 스틸러스 | 2015 | 30   | 0    | 2         | 0         | -      | -      | -         | -         | 32   | 0    |
| 포항 스틸러스 | 2016 | 26   | 1    | 0         | 0         | -      | -      | 4         | 0         | 30   | 1    |
| 포항 스틸러스 | 2017 | 20   | 0    | 0         | 0         | -      | -      | -         | -         | 20   | 0    |
| 통산          | 통산 | 280  | 5    | 26        | 0         | 40     | 1      | 21        | 0         | 367  | 6    |

## 국가대표 경력
2008년 1월 30일 칠레와의 평가전에 A매치 데뷔전을 치렀다.
2013년 5월 브라질 월드컵 지역 예선 경기에 대표팀 명단에 이름을 올리며 5년 만에 대표팀에 복귀하게 되었으나 부상으로 낙마하였다.

## 수상

### 클럽
포항 스틸러스
- K리그1 : 우승 (2007, 2013), 준우승 (2004), 3위 (2006, 2011, 2015)
- 코리아컵 : 우승 (2008, 2012, 2013), 준우승 (2007)
- 리그컵 : 우승 (2009), 3위 (2005, 2008)

### 개인
- 코리아컵 최우수선수 : 2012